# Трачоброн
Трачоброн (пол. Traczobron) — польский дворянский герб.

## Описание
В голубом поле — две сабли в андреевский крест, над ними — золотой пятиконечный крест, над ним — две серебряные лилии, связанные между собою так, что одна из этих лилий обращена цветком вверх, а другая — вниз.
Щит увенчан дворянскими шлемом и короной. Нашлемник: два распростёртых крыла и между ними такие же, как в щите, цветки лилии. Намёт на щите голубой, подложенный золотом.

## Герб используют
Николай Трацевич, г. Трачоброн, жалован 17.02.1820 дипломом на потомственное дворянское достоинство Царства Польского.